# Простежуваність вимірювання
Простежуваність вимірювання — це властивість результату вимірювання чи еталона, за допомогою якої їх значення зі встановленою невизначеністю можуть бути порівняні зі значеннями, що відтворюються еталонами вищого порядку, як правило, національними чи міжнародними еталонами (через безперервний ланцюжок звірень) (ISO/IEC Guide 30:1992).
Простежуваність вимірювання забезпечується через систему (ланцюжок) передачі розміру одиниці вимірювання від національних первинних еталонів за допомогою вторинних та робочих еталонів робочим засобам вимірювальної техніки (ЗВТ), тобто передача розміру одиниці здійснюється в кілька етапів.